# Dead Infection
Dead Infection – polska grupa muzyczna wykonująca goregrind. Powstała w 1990 roku w Białymstoku, założona przez Cyjana i Domina (byłych członków grindcore'owego zespołu Front Terror). Od momentu powstania zespół wydał kilka albumów oraz 7 minialbumów. Jest to w historii polskiego metalu drugi zespół, po Vader, który podpisał kontrakt na wydanie CD/LP z zagraniczną wytwórnią. Ich drugi album „A Chapter Of Accidents” jest przez wielu uważany za kamień milowy nurtu goregrind. Zespół grał koncerty na całym świecie, wliczając część Europy, Stany Zjednoczone, Amerykę Południową, Meksyk i Japonię.

## Członkowie

### Aktualny skład
- Pierścień – gitara, wokal (2005–2020)
- Bielemuk – gitara (2019–2020)

### Byli członkowie
- Cyjan – perkusja (1990–2020; zmarł w 2020)
- Domin – gitara, wokal (1990)
- Kelner – bas, gitara, wokal (1990–1991, 1992–1994)
- Mały – gitara (1990–1999)
- Tocha – gitara (1991–2006)
- Gołąb – bas, wokal (1991–1992)
- Jaro – wokal (1994–2006)
- Huzar – gitara (2003)
- Hal – bas, wokal (2006–2011)
- Lis – bas (2011–2012)
- Yaro – bas (2014–2015)
- Vertherry – bas (2016–2018)

## Dyskografia[1]

### Albumy studyjne
- 1993: Surgical Disembowelment (CD/LP) / 2010: (re-edition LP)
- 1995: A Chapter of Accidents (CD) / 2011: (LP)
- 2004: Brain Corrosion (CD) / 2006: (LP)

### Splity 7" (EPs)
- 1994: Party's Over (Split with Blood)
- 1998: No Pate, No Mind (Split with Malignant Tumour)
- 1998: Poppy-Seed Cake (Split with Clotted Symmetric Sexual Organ)
- 2009: Heartburn Result (Split with Regurgitate)
- 2009: Furniture Obsession (Split with Haemorrhage)
- 2014: Looking For Victims (Split with Parricide)

### Inne wydania
- 1991: World Full of Remains (Demo) / 2006: (LP edition)
- 1992: Start Human Slaughter (Demo) / 2006: (LP edition)
- 1997: Human Slaughter.. till Remains (CD compilation of demos)
- 1998: The Greatest Shits (Tribute MCD)
- 2008: Corpses of The Universe (MCD) / 2009: (LP)
- 2008: Dead Singles Collection (CD compilation of 7"EPs)